# Krf (grad)
Krf (grčki: Κέρκυρα - Kérkyra) je najveći grad na istoimenom otoku, iz skupine Jonskih otoka,  na sjeverozapadu Grčke. Krf je i glavni grad Prefekture Krf. 
Grad ima 39.487 stanovnika (prema popisu iz 2001. god.), podijeljen je dva dijela, stari i novi grad. Najstariji dio grada je Kampielo, u njemu prevladava venecijanska arhitektura. Poznato je turističko odredište u tom dijelu Grčke, i grad koji je imao značajnu ulogu već od 8. stoljeća. Grad je poznat i po imenu  Kastropolis (Grad utvrda), jer ih ima tri.
2007. godine, povijesni dio grada Krfa uvršten je na UNESCO-ov popis mjesta svjetske baštine u Europi.
Grad Krf sjedište je pravoslavne (grčke) i katoličke biskupije.

## Povijest grada
Oko 590. pr. Kr. je u antičkoj Kerkiri izgrađen Artemidin hram, njegovi ostatci vidljivi su i danas. Krf je bio prvi grčki grad kojeg su osvojili Rimljani 229. pr. Kr.
Od 1204. Krf je potpao pod vlast Mletačke Republike, koja je njime vladala sve do francuske revolucije. 1716. god grad su opsadale otomanske snage, ali je posada utvrde pod vodstvom feldmaršala Johanna Matthiasa von der Schulenburga, Nijemca na službi u mletačkoj vojsci uspjela obraniti utvrdu.
1815. god. grad Krf je postao glavni grad republike Sjedinjene Države Jonskih Otoka, političke tvorevine pod britanskim protektoratom.
1824. osnovano je Jonsko Sveučilište u gradu, najstarije grčko sveučilište modernog doba. Osnivač i prvi ravnatelj bio je engleski vojvoda od Guilforda; Frederick North.
1864. god., grad Krf ušao je u sastav Kraljevine Grčke.
2007. god., Povijesni dio grada, uvršten je u UNESCO-ov registar svjetske baštine.

## Znamenitosti
Povijesni dio grada, je zbijen između utvrda, s pravim labirintom uskih uličica -. koje se pod mletačkim utjecajem zovu  kantounia (grčki: καντούνια). Stari grad Krf bio je smješten sav unutar utvrde, tek kasnije počeo se širiti prema zapadu. Gradom dominiraju utvrde koje su mogle primiti 10.000 do 20.000 vojnika.
- Artemidin hram (oko 590. pr. Kr.)
- Stara utvrda (grčki: Παλαιό Φρούριο, Palaió Froúrio) nju su podigli su u 16. st. Mlečani. Za bolju zaštitu utvrde, prokopali su duboki i dugi morski kanal između zidova utvrde i ostalog kopna, danas taj kanal služi kao marina, zvana - Contra-fosa.
- Nova utvrda, gradnja ove utvrde započeta je 1576. i trajala je do 1645. god. Ova utvrda spojena je brojnim podzemnim tunelima sa Starom utvrdom.
- Katedrala Agios-Spiridonas.
- Crkva Agios-Jason-Sosipatros, najstarija crkva u gradu, podignuta u 11. st. u čast dvoje svetaca; Sv. Jasona i Sv.Sosipatera,  koji su širili kršćanstvo po otoku.
- Palača britanskog guvernera Jonskih otoka, Thomasa Maitlanda (podignuta 1815. god.)
- Palača Achilleion, nalazi se deset kilometara od grada u naselju Achilleion, podigla ju je austrijska carica Elizabeta 1890. god. u pompejanskom stilu. Nakon njene smrti Achilleion, je kupio njemački car Vilim II. 1907. god. te ga je često koristio kao svoju ljetnu rezidenciju.
- Grad Krf, ima najstariju Filharmoniju u Grčkoj, osnovanu još 1840. god.

- Ulica u starom gradu s pogledom na zvonik katedrale
- Trg Dimarchiu u starom gradu
- Palača Achilleion austrijske carice Sisi
- Stara utvrda
- SPark palače Anaktora

## Klimatske prilike
Krf ima blagu mediteransku klimu. Ljeta su vruća, s najvišim temperaturama od 33°C, zime su blage s temperaturom od prosječno 10°C.

## Strani konzulati
Krf ima velik broj stranih konzulata
| - Austrija - Belgija - Cipar - Danska - Finska - Francuska - Njemačka - Irska - Italija | - Nizozemska - Norveška - Portugal - Srbija - Španjolska - Švedska - Švicarska - Ujedinjeno Kraljevstvo |

## Zbratimljeni gradovi
| - Kruševac, Srbija - Paphos, Cipar - Famagusta, Cipar - Meissen, Njemačka - Troisdorf, Njemačka - Asha, Cipar - Brindisi, Italija | - Vati, Samos, Grčka - Carovigno, Italija - Verona, Italija - Kopar, Slovenija - Sarandë, Albanija - Tremetousia, Cipar - Janjina, Grčka |

## Vanjske poveznice
- Stranice općine Krf